# Gonzalo Trancho
Gonzalo Javier Trancho Gayo (Madrid, 8 février 1955) est un anthropologue espagnol.

## Biographie
Il étudie la biologie à l'UCM, où il est reçu docteur en 1986 avec une thèse de biologie cellulaire sur des populations nilotides. Il est membre de l'Asociación Española de Paleopatología et professeur du département de Zoologie et Anthropologie de la faculté de Biologie de l'UCM. Il a participé à de nombreuses recherches en Espagne et dans d'autres pays (par exemple, El hombre arcaico costero: su biodiversidad y bioadaptación, Chili)

## Ouvrages
- Paleodieta de la población ibérica de Villasviejas del Tamuja : análisis de la necrópolis de el Mercadillo (Botija, Cáceres), 1998.
- Dieta, indicadores de salud y caracterización biomorfológica de la población medieval musulmana de Xarea (Vélez Rubio, Almería), 1998.
- Investigaciones antropológicas en España, 1997.